# Sarah Siddons

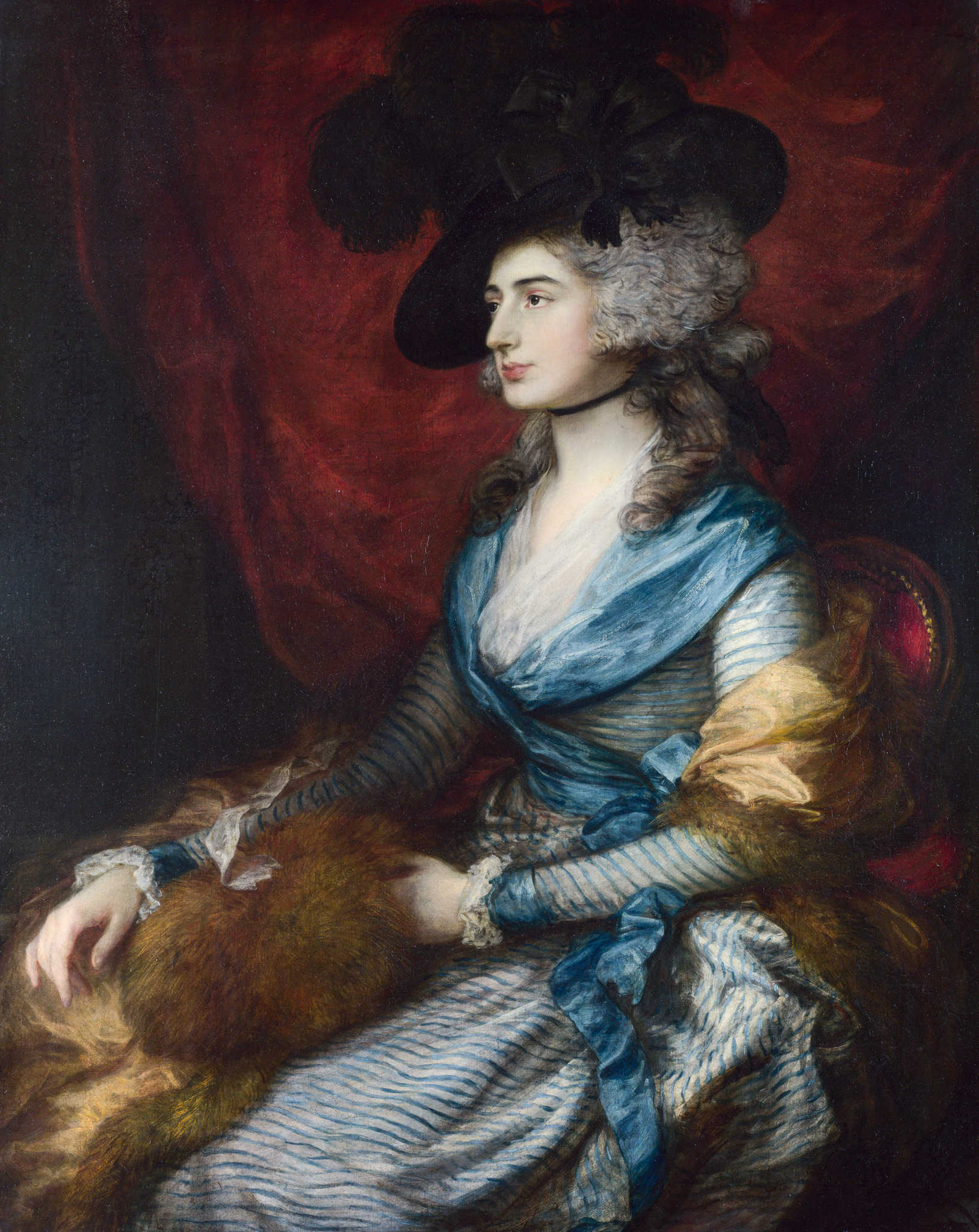
Sarah Siddons, målning av Thomas Gainsborough.

Sarah Siddons, född Kemble den 5 juli 1755 i Brecon, Brecknockshire (i nuvarande Powys), Wales, död 8 juni 1831 i London, var Storbritanniens största skådespelerska under sin tid. Hon var dotter till Roger Kemble och Sarah Ward, syster till de berömda skådespelarna John Philip Kemble, Charles Kemble,   Stephen Kemble, Ann Hatton och Elizabeth Whitlock, och faster till Fanny Kemble.
Sarah tjänstgjorde på teaterscenen redan i barndomen (hennes fader var direktör för ett resande teatersällskap). År 1773 gifte hon sig med en ung aktör William Siddons och spelade jämte honom på Cheltenhams teater, men anställdes 1775 av David Garrick vid Drury Lane Theatre.
Hon utbildade därefter sin talang i de större landsortsstäderna, återkom 1782 till Drurylaneteatern och hade från denna tid triumfer som sin tids främsta tragiska skådespelerska. År 1806 övergick hon till Royal Opera House, från vars tiljor hon 1812 tog avsked av allmänheten i sin yppersta roll, Lady Macbeth.
Sedermera uppträdde hon bara då och då för något välgörande ändamål. På lediga stunder övade hon med framgång bildhuggarkonst. En staty över henne uppställdes 1851 i Westminster Abbey, en annan avtäcktes 1897 i Paddington, London.